# 突肛拟角蟾
突肛拟角蟾为角蟾科拟角蟾属的两栖动物。分布于中国云南和老挝、越南、泰国等地，一般栖息于热带季雨林下灌丛中。其生存的海拔范围为900至1000米。该物种的模式产地在中国云南勐腊朱石河。
2017年因拟角蟾属并入角蟾属，原突肛拟角蟾(Ophryophryne pachyproctus)和凸肛角蟾(Megophrys pachyproctus)成为异物同名，因此根据国际动物物种命名法相关规定，将命名时间较晚的突肛拟角蟾变更为Megophrys koui，物种命名人信息也做出了调整。拟角蟾属恢复独立属后，本种的学名又恢复为 Ophryophryne pachyproctus。

## 保护
本种于2023年被收录入《有重要生态、科学、社会价值的陆生野生动物名录》。